# Привілей кохати
«Привілей кохати» (ісп. El privilegio de amar) — мексиканська теленовела виробництва компанії Televisa. Прем'єра відбулася на каналі Las Estrellas 27 липня 1998 — 26 лютого 1999 року.

## Сюжет
Історія розпочинається за 20 років до основних подій. Юна Лусіана працює служницею в домі деспотичної Ани Хоакіни і безнадійно закохана в її сина Хуана де ла Крус, який збирається стати священиком. Перед від'їздом Хуана до семінарії молоді люди проводят разом ніч. Скоро Лусіана дізнається, що вагітна. Ана Хоакіна виганяє дівчину з дому. Лусіана народжує доньку, але, не маючи ані грошей, ані навіть даху над головою, залишає дівчинку під дверима багатого будинку. Через деякий час вона повертається за дочкою, але слід дівчинки загубився. Роки потому Лусіана - голова дому моделей, дружина популярного актора Андреса Дюваля, мати їхньої спільної дочки Лісбет і мачуха сину чоловіка від першого шлюбу Виктору Мануелю. Вона оточена коханням чоловіка і дітей, успішна в роботі, і тільки думка про покинуту старшу доньку не дає їй спокою. А її дочка Крістіна, тим часом, виросла в притулку, і мріючи стати моделлю, приходить влаштовуватися на роботу до власної матері...

## У ролях
| Актор             | Роль                                             |
| ----------------- | ------------------------------------------------ |
| Адела Нор'єга     | Крістіна Міранда                                 |
| Елена Рохо        | Лусіана Дюваль                                   |
| Андрес Гарсія     | Андрес Дюваль                                    |
| Рене Стриклер     | Віктор Мануель Дюваль Рівера                     |
| Сесар Евора       | падре Хуан де ла Крус Веларде                    |
| Сабін Мусьє       | Лоренса Торрес                                   |
| Айседора Гонсалес | Макловія                                         |
| Адріана Ніето     | Лісбет Дюваль                                    |
| Синтія Клітбо     | Тамара де ла Коліна                              |
| Нурія Бахес       | Міріам Аранго                                    |
| Марга Лопес       | Ана Хоакіна Веларде                              |
| Тоньйо Маурі      | Алонсо дель Анхель                               |
| Маурісіо Еррера   | Франко                                           |
| Марія Сорте       | Вівіан дель Анхель                               |
| Енріке Роча       | Ніколас Обрегон                                  |
| Рамон Абаскаль    | Хосе Марія Рамос Лопес (Чема)                    |
| Маріо Касільяс    | Мігель Бельтран                                  |
| Марта Аура        | Хосефіна Перес (Чепа)                            |
| Лорена Веласкес   | Ребекка де ла Коліна                             |
| Аврора Алонсо     | Імельда Салазар                                  |
| Клаудіо Баес      | Крістобаль                                       |
| Кеті Барбері      | Паула                                            |
| Беатріс Морено    | донья Чаро                                       |
| Гастон Тусет      | Альфонсо                                         |
| Діана Брачо       | Ана Хоакіна в молодості                          |
| Едіт Маркес       | Лусіана в молодості                              |
| Сільвія Піналь    | у ролі самої себе                                |
| Лусія Гільмаїн    | сусідка Ани Хоакіни по палаті в тюремній лікарні |

## Нагороди та номінації
TVyNovelas Awards (1999)
- Найкраща теленовела (Карла Естрада).
- Найкраща акторка (Елена Рохо).
- Найкращий актор (Андрес Гарсія).
- Найкраща лиходійка (Синтія Клітбо).
- Найкращий лиходій (Енріке Роча).
- Найкраща роль у виконанні заслуженої акторки (Марга Лопес).
- Найкращий актор другого плану (Сесар Евора).
- Найкраща молода акторка (Адела Нор'єга).
- Найкраща жіноча роль — відкриття (Сабіна Мосьє).
- Найкраща музична тема (Мануель Міхарес).
- Найкраща режисерська робота (Мігель Корсега, Моніка Мігель).
- Найкращий композитор (Хорхе Авенданьйо).
- Номінація на найкращого молодого актора (Рене Стріклер).

ACE Awards (2001)
- Найкраща акторка у телесеріалі (Адела Нор'єга).

Califa de Oro (1999)
- Найкраща адаптація (Ліліана Абуд).
- Найкраще виконання (Андрес Гарсія).

## Інші версії
- 1985—1986 — Крістал (ісп. Cristal), венесуельська теленовела виробництва каналу RCTV. У головних ролях Лупіта Феррер, Жаннет Родрігес та Карлос Мата.
- 2006 — Крістал (порт. Cristal), бразильська теленовела виробництва компанії Sistema Brasileiro de Televisão. У головних ролях Б'янка Кастаньйо, Дадо Долабелья, Бет Коельйо та Джузеппе Орістаніо.
- 2010 — Тріумф любові (ісп. Triunfo del amor), мексиканська теленовела виробництва Televisa. У головних ролях Вікторія Руффо, Освальдо Ріос, Майте Перроні та Вільям Леві.